# The Channings (film)
The Channings er en britisk stumfilm fra 1920 af Edwin J. Collins.

## Medvirkende
- Lionelle Howard som Arthur Channing
- Dick Webb som Hamish Channing
- Dorothy Moody som Constance Channing
- Cowley Wright som Roland Yorke
- Charles Vane som Huntley
- Frank Arlton som Galloway